# Lygodactylus guibei
Lygodactylus guibei là một loài thằn lằn trong họ Gekkonidae. Loài này được Pasteur mô tả khoa học đầu tiên năm 1965.